# ブコヴィナ・ダルマチア府主教の邸宅

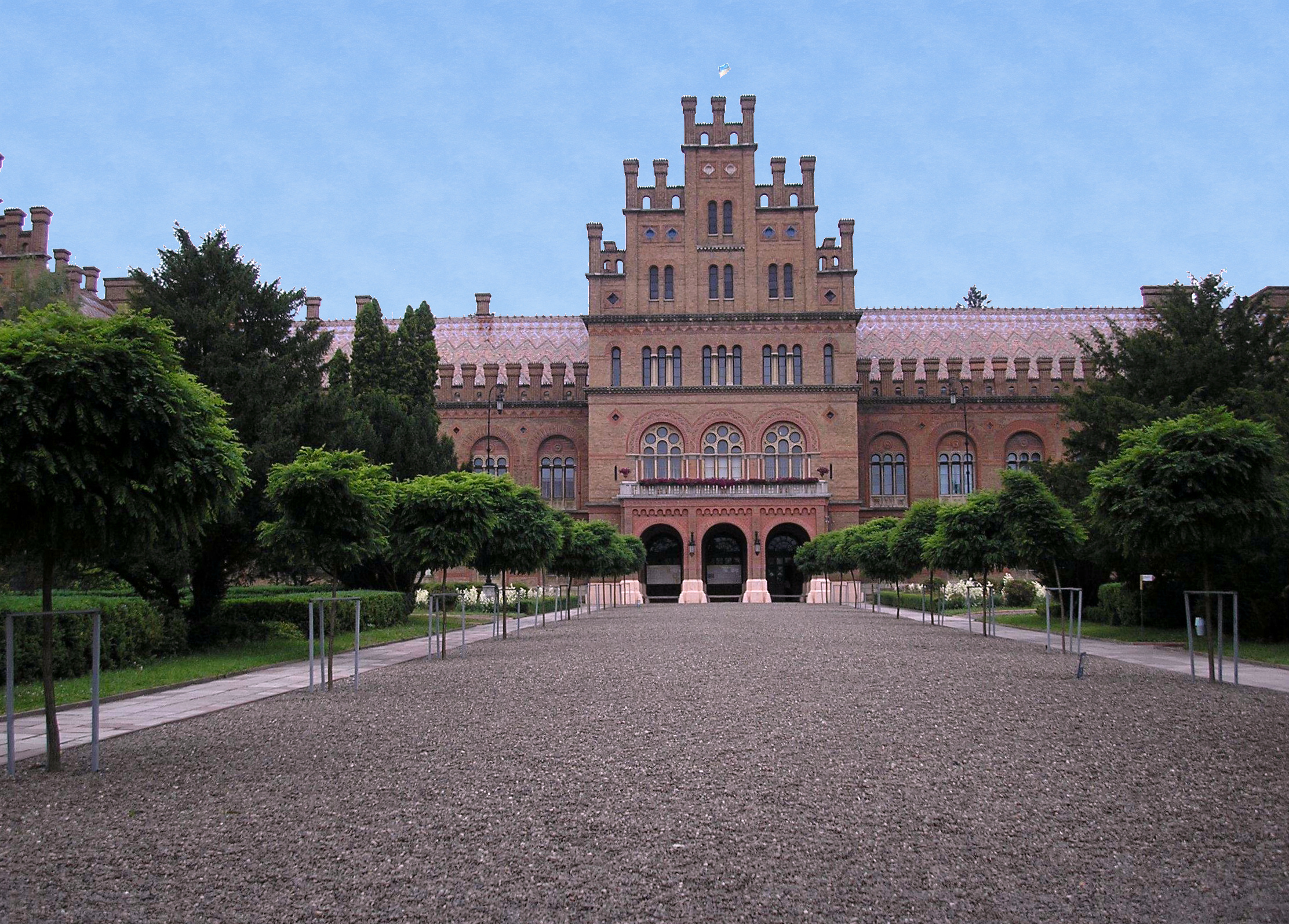
正面から見た府主教の邸宅

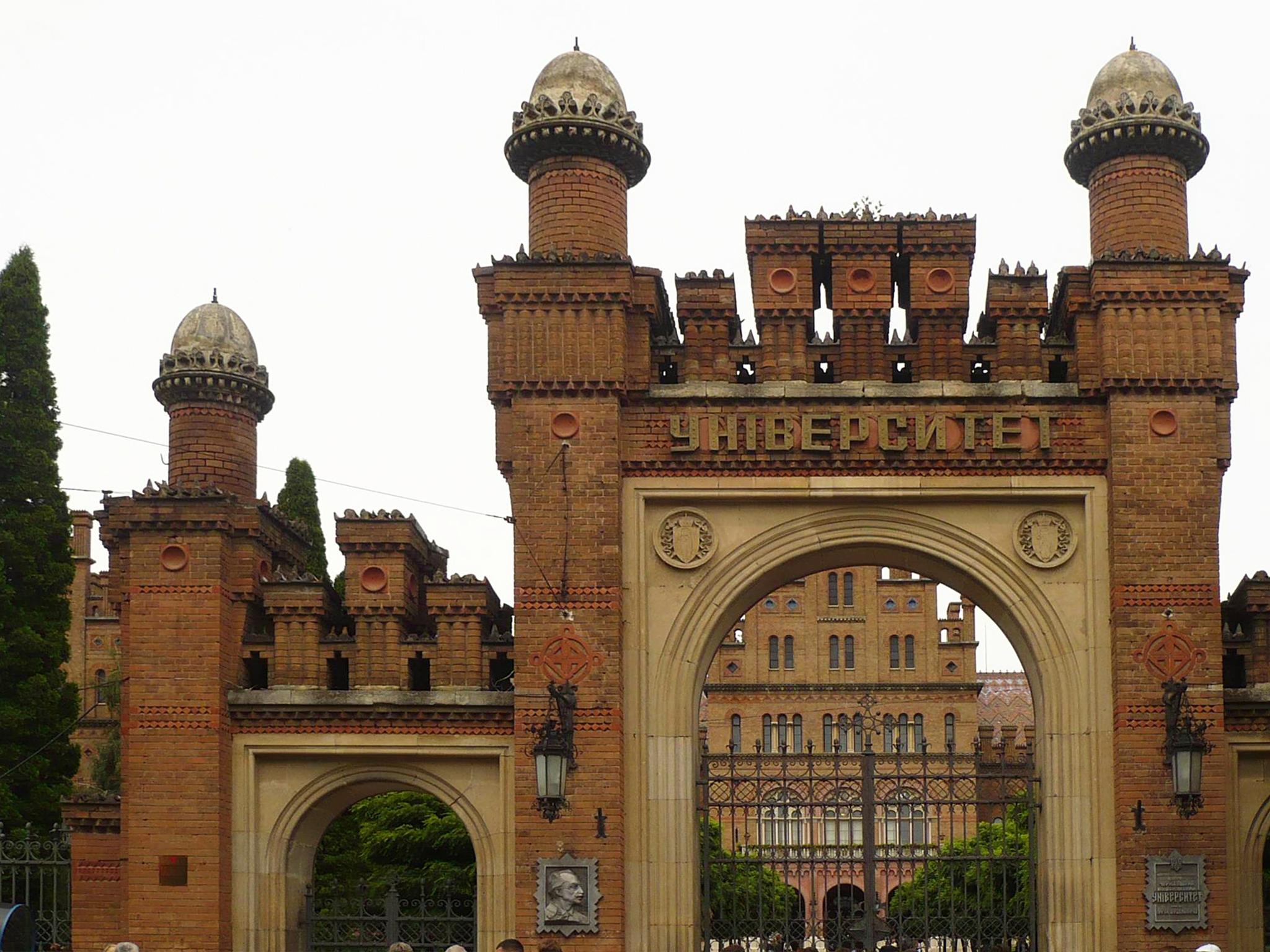
正門

ブコヴィナ・ダルマチア府主教の邸宅（ブコヴィナ・ダルマチアふしゅきょうのていたく）はウクライナのチェルニウツィーに残る建造物群で、18世紀末に正教会（東方教会）の府主教座が設置されたことに由来する。ブコヴィナがオーストリア帝国に属していた1864年から1882年にかけて、チェコ人の建築家ヨセフ・フラヴカ（1831年 - 1908年）の設計で建てられた。建造物群はかつての府主教たちの住居や聖堂・修道院・庭園などからなり、現在はチェルニウツィー大学の校舎の一部として利用されている。
ハプスブルク君主国がヨーゼフ主義の一環として宗教寛容政策を採っていた時期に当たり、東方正教会の影響力の大きさを今に伝えている。また様々な時代の建築様式が素晴らしい形で融合した歴史主義建築の傑作であることから、2011年にUNESCOの世界遺産リストに登録された。

## 建設
ブコヴィナは1768年から1774年の露土戦争のあとに結ばれたキュチュク・カイナルジ条約を経て領有権が変わり、1775年からはハプスブルク君主国に併合された。1782年、正教会（1885年以降はルーマニア正教会）のラダウツィ府主教座が、当時チェルノヴィッツと呼ばれていたチェルニウツィーに移された。
府主教のドシテイ・ヘレスク (Dositei Herescu) のための邸宅は、地域の軍当局によって建てられた。取り急いで1783年に完成した建物はみすぼらしい外観で、中は天井の低い小部屋に分けられ、レンガ敷きの小さな礼拝堂が付属していた。この建物は木造で、湿気で繁殖した菌のせいで1790年に一部が崩れ、残りも取り壊された。そのため、ヘレスクとその後継者たちは、賃貸部屋を転々とせざるをえなかった。転々とした最後の後継者になったのがエウゲニー・ハクマン (Eugenie Hacman) で、彼は1851年から1852年にリヴィウの行政庁に一連の報告書を送り、現状は府主教の待遇として威厳を損なうものであると訴えた。そこで宗教問題を管轄する省は、新しい府主教邸宅のための建築家を選出するコンテストの催行を決め、その旨の布告を出した。その結果選出されたのが、チェコ人の建築家ヨセフ・フラヴカであった。
その設計の準備中、フラヴカはブコヴィナ地方の伝統的な建築を調査し、1866年には「ブコヴィナにおける東方正教会の建築群」という論文が専門誌に掲載されたこともあった。建造物群についてのフラヴカの提案には、府主教邸宅だけでなく、行政府、応接室、図書館、聖歌隊の学校、教会芸術の美術館、礼拝堂などを含んでいた。出来上がることになる建物には、ビザンティン建築や、アルハンブラ宮殿に触発されたムーア人建築の様式が組み合わさっていた。
建設は1864年に始まったが、技術的な諸問題、1872年以降のフラヴカの病気、地元の行政当局とフラヴカの確執などによって、遅延を余儀なくされた。行政当局との対立からフラヴカは辞職し、その後を引き継いだフェリクス・クシエザルスキー (Feliks Ksiezarski) の無能ぶりから、作業はさらに遅れた。建造物と聖堂群の献堂は、1882年から1883年にかけての冬のことであった。

## 建造物群の概要
府主教の邸宅はプルート川とその支流にはさまれた小高い丘の南東斜面に立地しており、その丘全体が世界遺産の緩衝地帯に指定されている。建造物群はおよそ幅70 m、奥行き100 mの中庭の三方を囲むように建っており、残る一方に高い柵に収まった正門などが配置されている。こうした配置は聖地エルサレムをモデルにしたとも言われており、イタリアで15、16世紀にさかんに造営され、世界遺産にもなっているサクリ・モンティの19世紀版と位置づけられることもある。

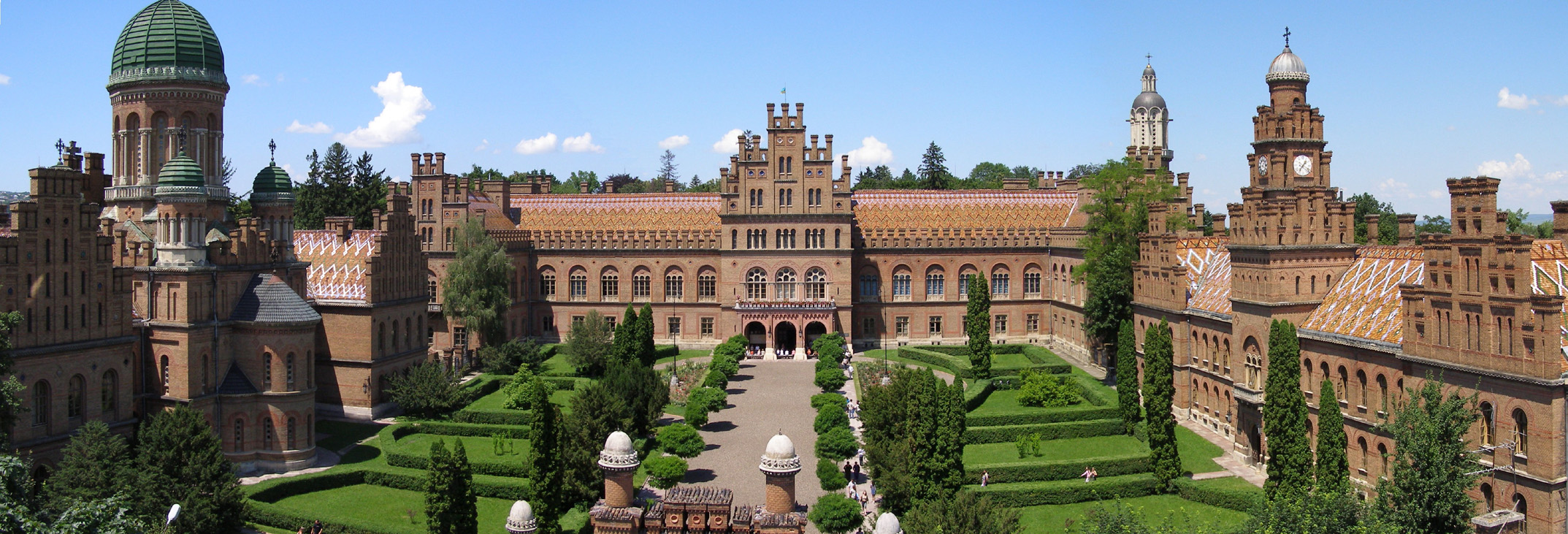
府主教の邸宅（中央奥）、神学校と三成聖者の聖堂（左）、修道院（右）

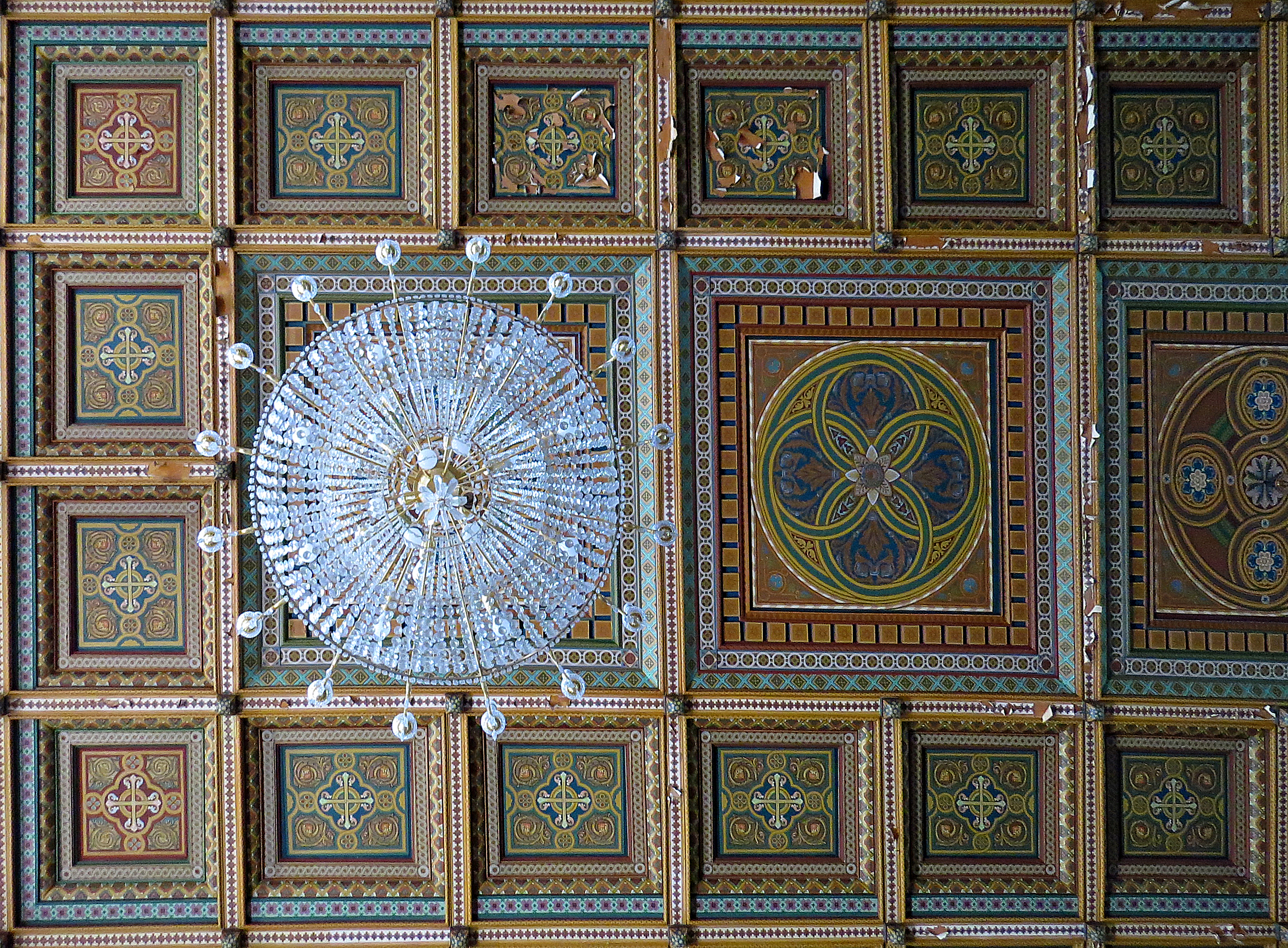
「大理石の間」の天井

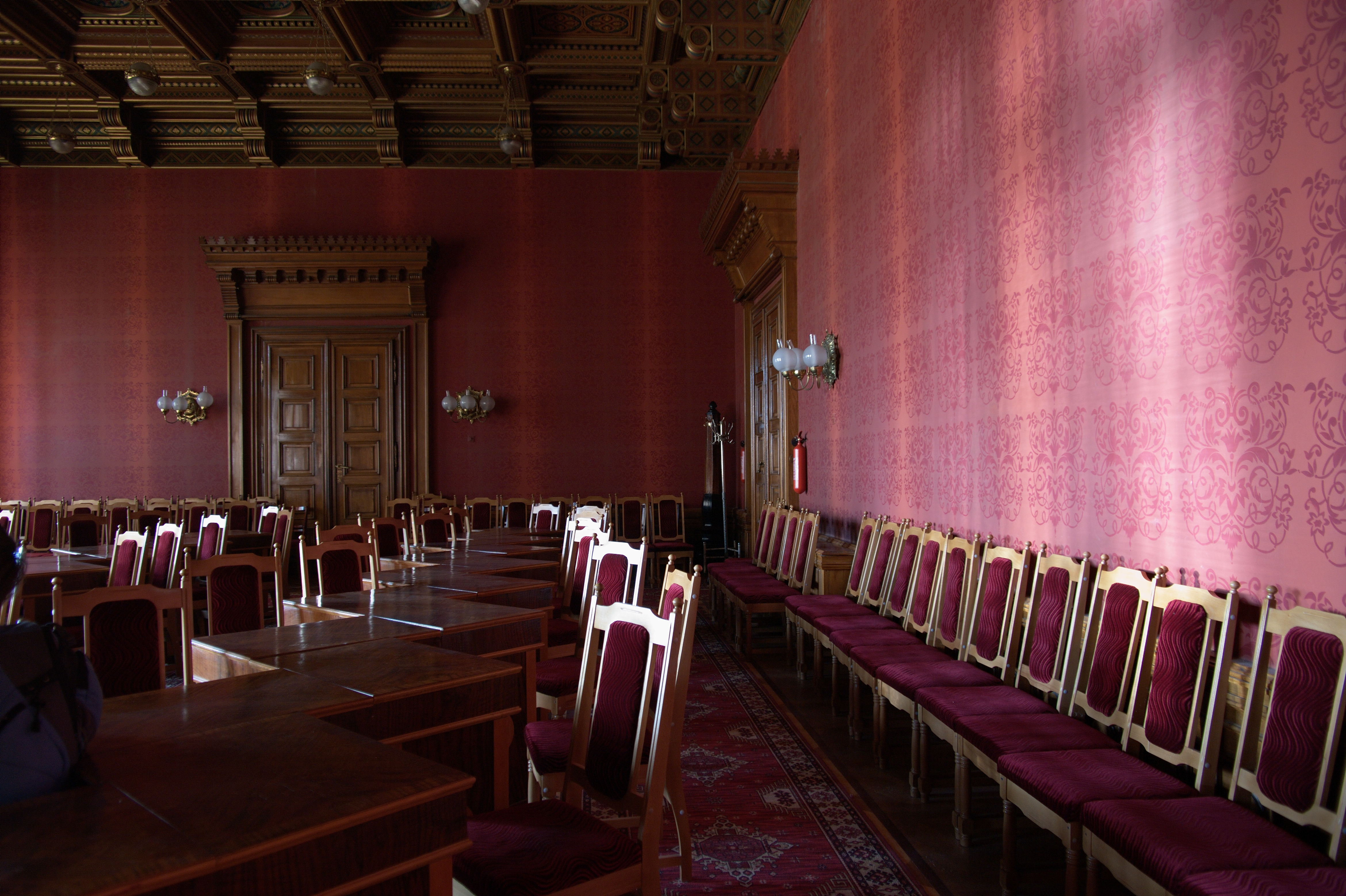
「赤の間」

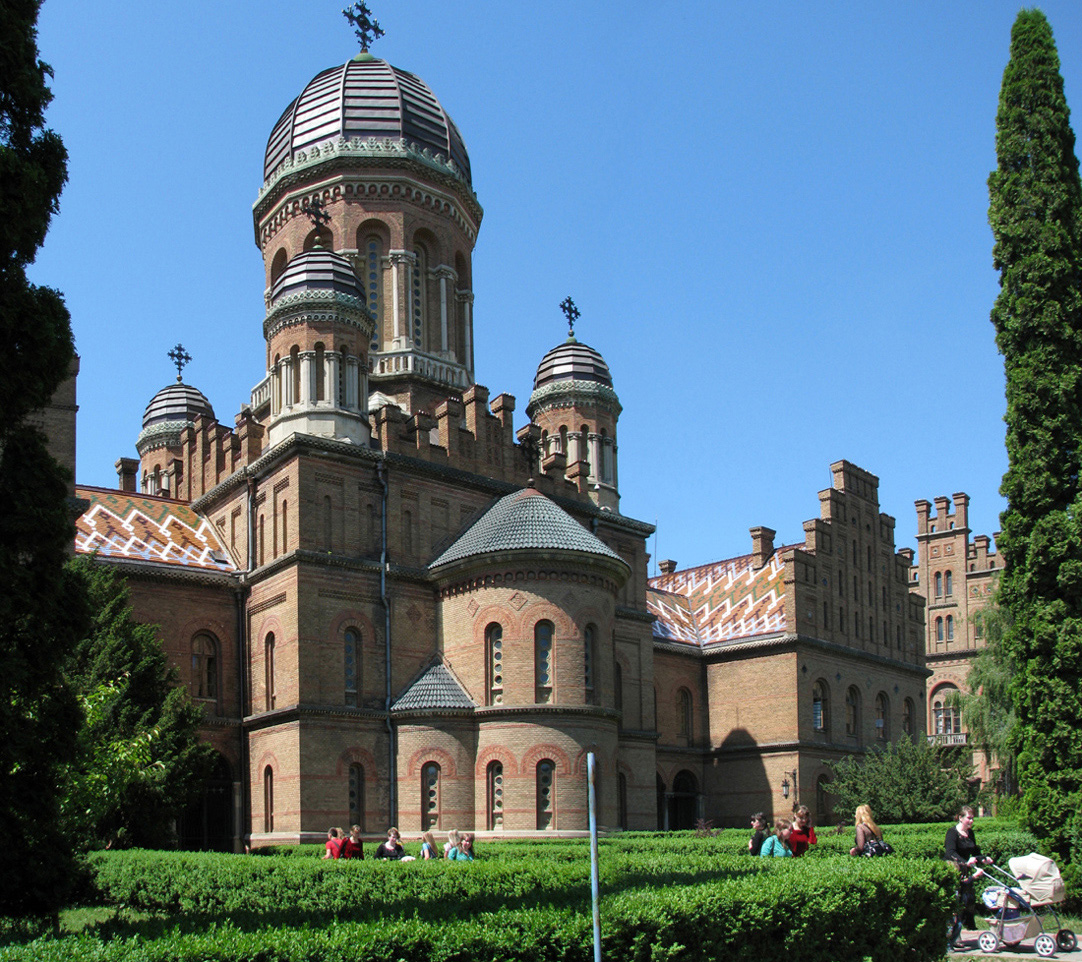
三成聖者の聖堂

中庭をはさんで正門と向き合う建造物群中で最大の建物が府主教の旧邸宅で、スチャバのイオアン (ルーマニア語: Sf. Mare Mucenic Ioan cel Nou de la Suceava) の礼拝堂を含んでいるが、現在はチェルニウツィー大学の近代語学部棟になっている。旧邸宅内には、美しい天井画を持つ府主教たちの会議室だった部屋があり、現在では「大理石の間」と呼ばれている。この「大理石の間」には、かつてはブコヴィナの画家によって描かれた歴代オーストリア皇帝の肖像画が掲げられていた。ほかの主要な部屋としては、かつて府主教の図書室だった「青の間」、小会議室だった「赤の間」、応接室だった「緑の間」などがある。世界遺産委員会の諮問機関である国際記念物遺跡会議(ICOMOS)は、「赤の間」について「傑出した美しい木製の宝石箱で、その壁画が中国産の赤い絹で飾り立てられているかのようである」と評した
建造物群の右翼、つまり門から見て中庭の左側に建つのが旧神学校とその付属聖堂である三成聖者の聖堂で、旧神学校は1870年の建設、付属聖堂は1878年の着工である。カール・ヨブスト (Karl Jobst) をはじめとするウィーンから来た芸術家たちや、地元ブコヴィナの芸術家たちによって描かれた壁画が残っている。 その建物と向き合って、門から見て右側に建つのが、旧修道院で、現在は大学の地理学科棟になっている。その建物の時計塔はダビデの星で飾られており、建造物群が建てられたときに、チェルニウツィーのユダヤ人コミュニティも完成に貢献したことを伝えている。
建造物群の全体は景観整備された広大な公園の中に立地しており、その公園には1937年に製作されたフラヴカの彫像も立っている。

## 保存

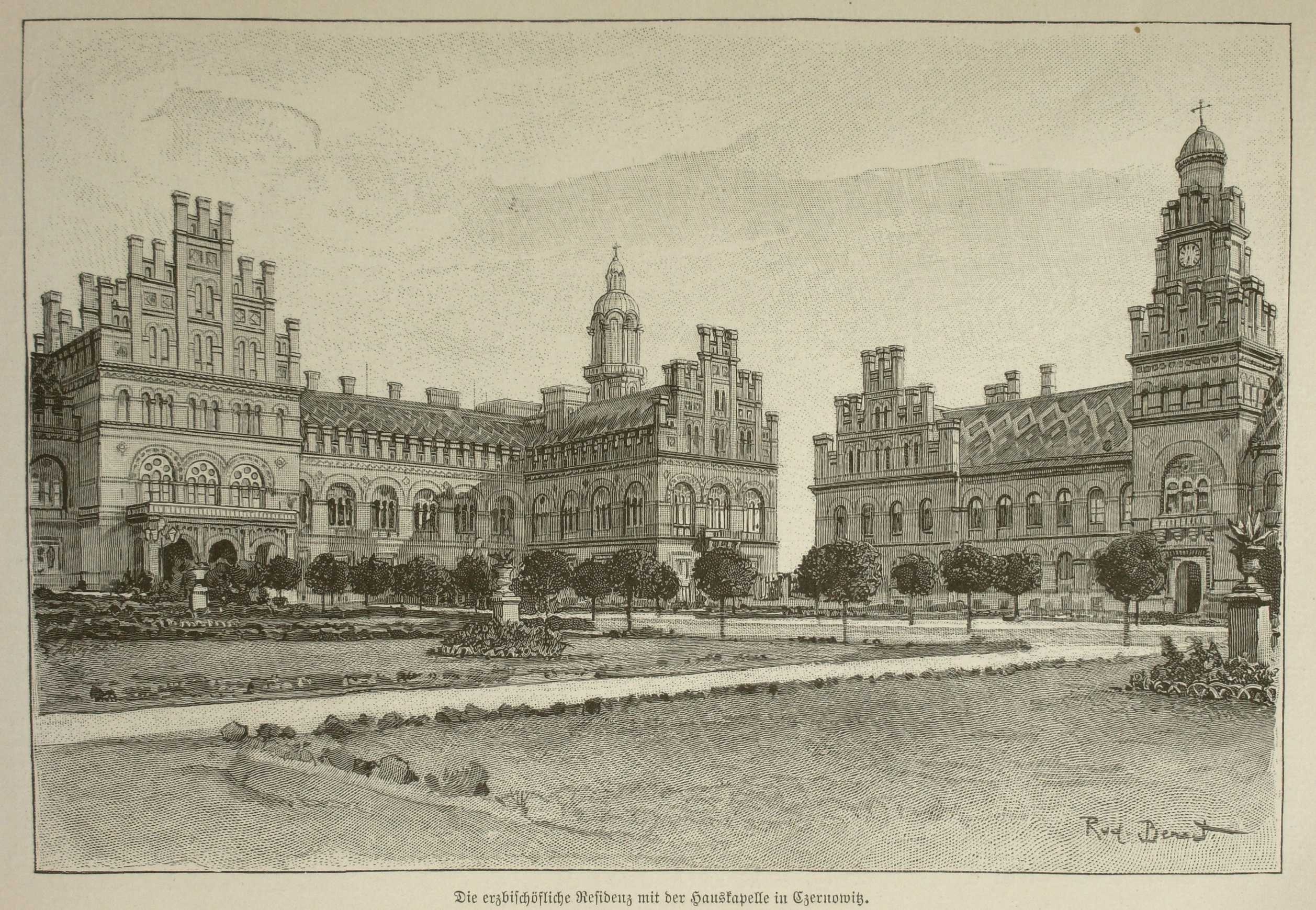
1899年頃の邸宅

ブコヴィナの府主教区は19世紀東南ヨーロッパで最大級の影響力をもつ府主教区だったとも言われる。その府主教区の邸宅はもともと神学部を主催しており、第一次世界大戦後に大ルーマニアに併合された時点でも、そのように機能し続けていた。そして、その機能は1918年11月28日に府主教の会議室でルーマニアの正式な認可を受けた。しかし、第二次世界大戦中には建造物群が荒らされ、戦火によって著しい被害を受けた。戦後、ソビエト連邦に併合されると神学部は閉鎖され、1955年に建造物群が修復された時点で、地元の大学へと譲渡された。それまでに貯蔵庫として使われた時期があり、そのときに塗りつぶされてしまった壁画も多くあった。1957年からは政府の保護を受けられるようになったため、1967年まで内装の復元が行われ、もともとの調度品のなかにも、このときに修復されたものがある。
1991年にウクライナが独立すると、国の文化財として登録され、2004年以降には大規模な修復工事も行われた。

## 世界遺産
ブコヴィナ・ダルマチア府主教の邸宅が世界遺産の暫定リストに記載されたのは2007年6月11日のことであった。そのときの名称は、「ブコヴィナ府主教たちの邸宅」(The Residence of Bukovynian Metropolitans) だった。
ICOMOSは現地調査も踏まえたうえで翌年に勧告を出したが、その内容は、顕著な普遍的価値の証明が不十分であることや、公園の管理計画の問題点、さらに内装の修復のされ方についての情報も十分に提示されていないなどといったことを理由に、「登録延期」とすべきことを勧告した。
しかし、その年の第35回世界遺産委員会では勧告が覆され、逆転での登録が認められた。

### 登録基準

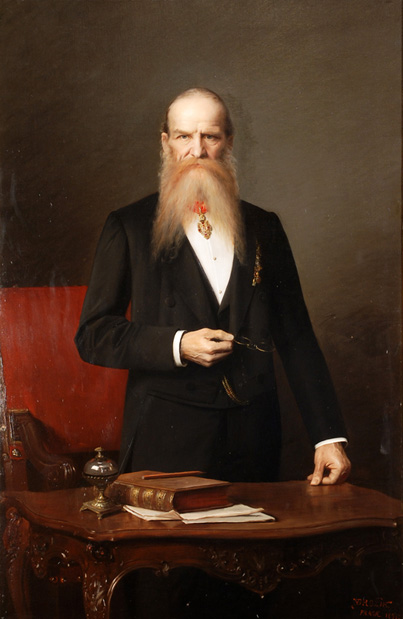
晩年のフラヴカ（1895年）

ウクライナ当局は世界遺産の登録基準 (1)、(2)、(3)、(4) に該当するものとして推薦したが、ICOMOSは (4) について将来的に適用できる可能性に含みを持たせたものの、すべての基準の適用を否定した。しかし、その判断のうち基準 (1) 以外の3つについては世界遺産委員会の審議で覆されたため、(2)、(3)、(4) での登録となった。それぞれの立場を順に説明する。
- (1) 人類の創造的才能を表現する傑作。
  - ウクライナ当局は、ヨセフ・フラヴカという特筆されるべき建築家の最高傑作であるとしてこの基準の適用を求めたが、ICOMOSはフラヴカの建造物群（150ほどが現存する[25]）のなかで、これが最高傑作であるという証明が示されていないとして退けた[26]。この点については、委員会審議でも勧告が覆ることはなかった[24]。

- (2) ある期間を通じてまたはある文化圏において、建築、技術、記念碑的芸術、都市計画、景観デザインの発展に関し、人類の価値の重要な交流を示すもの。
  - ウクライナ当局は、フラヴカの歴史主義建築が、それ以前の古くからの建築様式の発展などを反映したものであるとして、この基準の適用を求めた。しかし、ICOMOSは、そのような要素は歴史主義建築一般に見られるものであるとして退けた[26]。
  - 世界遺産委員会の審議では、府主教の邸宅は確かに古くからの建築様式の発展などを反映しており、歴史主義建築のひとつの表現例であるとして、適用が認められた[24]。

- (3) 現存するまたは消滅した文化的伝統または文明の、唯一のまたは少なくとも稀な証拠。
  - ウクライナ当局は府主教の邸宅がさまざまな点において傑出した建築物であるという理由でこの基準の適用を求めたが、ICOMOSは、そのような理由はむしろ基準 (1) に該当させるべきものであって、基準 (3) に適する証明がなされていないとして退けた[26]。
  - 世界遺産委員会の審議では、この建築がビザンティン様式などに見られる東方正教会の伝統を示すものであるとともに、地図などからは消えた歴史的地名「ブコヴィナ」に関する物件であることから、この基準の適用が認められた[24]。

- (4) 人類の歴史上重要な時代を例証する建築様式、建築物群、技術の集積または景観の優れた例。
  - ウクライナ当局は、この建築がバロック様式やビザンティン様式などを融合させたものであり、保存状態も良いものであることから、この基準の適用を求めた。ICOMOSは推薦書で示されている比較研究が不足していることから、歴史主義建築の中でこれが傑出していることが証明できていないとして退けつつ、むしろこの基準は、ハプスブルク君主国の宗教寛容政策の時代の建築物として適用できる可能性があるとした[26]。しかし、そちらの理由を適用する場合でも、その観点から比較研究を充実させる必要があるとして、勧告時点での適用は否定した[26]。
  - 世界遺産委員会の審議では、地元の様式にゴシック、バロック、ビザンチンなどさまざまな建築様式が融合している点と、世界史的な事件も多く起こったブコヴィナの物件であることなどから、この基準の適用が認められた[24]。 なお、ハプスブルク君主国の宗教寛容政策との関連性についても、決議文の概要では触れられている[24]。

### 登録名
世界遺産としての正式登録名は、Residence of Bukovinian and Dalmatian Metropolitans （英語） / Résidence des métropolites de Bucovine et de Dalmatie （フランス語）である。英語名の Metropolitan は「大都市の住民」という意味のほか、カトリックでは「首都大司教」、東方正教会では「府主教」という意味がある。フランス語の場合、 métropolitain が「首都大司教」と「府主教」の両方の意味を持つのに対し、世界遺産登録名に使われている métropolite はもっぱら「府主教」の意味に使われる。世界遺産登録名の日本語訳は、資料によって以下のような違いがある。
- ブコヴィナ・ダルマチア府主教の邸宅（古田陽久 古田真美）[29]
- ブコヴィナ・ダルマティアの主教座施設（日本ユネスコ協会連盟）[30]
- ブコヴィナとダルマティアの主教座施設（世界遺産なるほど地図帳）[31]
- ブコヴィナとダルマティアの首都大司教の宮殿（なるほど知図帳）[32]
- ブコビナとダルマティアの大都市の邸宅（市原富士夫）[33]
- ブコビナとダルマチアの首都大主教の邸宅（世界遺産アカデミー）[34]
  - 世界遺産アカデミーは、以前は「ブコビナとダルマチアの都市型住居」と訳していた[35]。